# Perzekuce
Perzekuce je systematické pronásledování nebo hrubé zacházení s jednotlivcem nebo skupinou osob. Obvyklou formou je náboženská perzekuce, etnická perzekuce, rasová perzekuce či politická perzekuce. Perzekuce zahrnuje izolaci, nezákonné uvěznění, nátlak, útisk či vyhrožování. Perzekuce je trestný čin podle mezinárodního trestního práva (zločin proti lidskosti).